# Eugénio de Saxe-Hildburghausen
Frederico Guilherme Eugénio de Saxe-Hildburghausen (8 de Outubro de 1730, Hildburghausen - 4 de Dezembro de 1795, Öhringen) foi um príncipe de Saxe-Hildburghausen.

## Vida
Eugénio era o segundo filho de Ernesto Frederico II, Duque de Saxe-Hildburghausen e da sua esposa, a condessa Carolina de Erbach-Fürstenau (1700–1758 ). Um dos seus padrinhos era o príncipe Eugénio de Sabóia. No casamento do seu irmão, Ernesto Frederico III Carlos com a única filha dos reis da Dinamarca, Eugénio recebeu a Ordre de l'Union Parfaite.  Prestou serviço militar no exército da Dinamarca, onde chegou à posição de tenente-general da infantaria, e em Hildburghausen, onde era comandante do corpo de Artilharia.
Em 1765, o príncipe Eugénio abriu a fábrica de porcelana de Kloster Veilsdorf. O irmão de Eugénio, o duque, deu muitos privilégios à fábrica, no entanto, esta nunca teve grande sucesso financeiro.
Era dono da mansão Weitersroda na qual criou uma nova paróquia e uma villa real. Em Hildburghausen, era mestre da moeda e construiu a chamada Hoheitshaus, um dos edifícios mais bonitos da cidade. Eugénio era também um mecânico e artilheiro de talento.
Em 1769, juntamente com o seu tio-avô José e a duquesa Carlota Amélia de Saxe-Meiningen foi nomeado pelo sacro-imperador José II como comissário do Principado de Saxe-Hildburghausen, que se encontrava profundamente endividado.  Acabaria por desviar alguns bens, o que o colocou em conflito com o príncipe José.  Posteriormente, em 1770, mudou-se para junto do irmão em Öhringen.
A 13 de Março de 1778, casou-se com a sua sobrinha, a princesa Carolina (1761–1790), filha do duque Ernesto Frederico III Carlos de Saxe-Hildburghausen. Nunca tiveram filhos. Posteriormente, Eugénio mudou-se para casa da sua irmã Amália, no Castelo de Öhringen, onde acabaria por morrer em 1795.

## Genealogia
| Eugénio de Saxe-Hildburghausen | Pai: Ernesto Frederico II, Duque de Saxe-Hildburghausen | Avô paterno: Ernesto Frederico I, Duque de Saxe-Hildburghausen | Bisavô paterno: Ernesto, Duque de Saxe-Hildburghausen         |
| Eugénio de Saxe-Hildburghausen | Pai: Ernesto Frederico II, Duque de Saxe-Hildburghausen | Avô paterno: Ernesto Frederico I, Duque de Saxe-Hildburghausen | Bisavó paterna: Sofia de Waldeck                              |
| Eugénio de Saxe-Hildburghausen | Pai: Ernesto Frederico II, Duque de Saxe-Hildburghausen | Avó paterna: Sofia Albertina de Erbach-Erbach                  | Bisavô paterno: Jorge Luís I, Conde de Erbach-Erbach          |
| Eugénio de Saxe-Hildburghausen | Pai: Ernesto Frederico II, Duque de Saxe-Hildburghausen | Avó paterna: Sofia Albertina de Erbach-Erbach                  | Bisavó paterna: Amália Catarina de Waldeck-Eisenberg          |
| Eugénio de Saxe-Hildburghausen | Mãe: Carolina de Erbach-Fürstenau                       | Avô materno: Filipe Carlos, Conde de Erbach-Fürstenau          | Bisavô materno: Jorge Alberto II, Conde de Erbach-Fürstenau   |
| Eugénio de Saxe-Hildburghausen | Mãe: Carolina de Erbach-Fürstenau                       | Avô materno: Filipe Carlos, Conde de Erbach-Fürstenau          | Bisavó materna: Ana Doroteia Cristina de Hohenlohe-Waldenburg |
| Eugénio de Saxe-Hildburghausen | Mãe: Carolina de Erbach-Fürstenau                       | Avó materna: Carlota Amália de Kunowitz                        | Bisavô materno: João Dietrich, Conde de Kunowitz              |
| Eugénio de Saxe-Hildburghausen | Mãe: Carolina de Erbach-Fürstenau                       | Avó materna: Carlota Amália de Kunowitz                        | Bisavó materna: Doroteia de Lippe-Brake                       |